# Microbot
Os microbots são robôs microscópicos, ou seja, possuem peças em dimensão microscópica. Entre os microbots, podemos encontrar uma geração experimental de robôs, os nanobots que são robôs que possuem peças em escala nanométrica, e são construidos com associação de átomos especiais. Tais robôs são utilizados especialmente para exploração de locais em que os dispositivos convencionais não chegam, pensa-se até em viagens pelo corpo humano. 